# Bajany
Bajany (allemand : Wajon ,hongrois : Bajánháza) est un village de Slovaquie situé dans la région de Košice.

## Histoire
Première mention écrite du village en 1370.
La localité fut annexée par la Hongrie après le premier arbitrage de Vienne le 2 novembre 1938. En 1938, on comptait 576 habitants dont 6 d'origines juives. Elle faisait partie du district de Veľké Kapušany (hongrois : Nagykaposi járás). Le nom de la localité avant la Seconde Guerre mondiale était Bajany/Bajanháza. Durant la période 1938 - 1945, le nom hongrois Bajánháza était d'usage. À la libération, la commune a été réintégrée dans la Tchécoslovaquie reconstituée.

## Démographie

### Évolution de la population
| Année:               | 1994. | 2004.   | 2014.   | 2024.   |
| -------------------- | ----- | ------- | ------- | ------- |
| Nombre de personnes: | 507   | 495     | 481     | 438     |
| Différence:          |       | -2,36 % | -2,82 % | -8,93 % |

| Année:               | 2023. | 2024.   |
| -------------------- | ----- | ------- |
| Nombre de personnes: | 443   | 438     |
| Différence:          |       | -1,12 % |

## Politique
| Nom             | Parti politique      | date de l'élection | Fin du mandat |
| --------------- | -------------------- | ------------------ | ------------- |
| František Genco | Candidat indépendant | 02.12.2006         | Déc. 2010     |